# Ménières
Ménières är en ort och kommun i distriktet Broye i kantonen Fribourg, Schweiz. Kommunen har  442 invånare (2023).